# Amt Plessa
Amt Plessa (baix sòrab Amtske Pěsčawy) és un amt ("municipalitat col·lectiva") del districte d'Elbe-Elster, a Brandenburg, Alemanya. Té una extensió de 132,11 km² i una població de 7.033 habitants (2007). Limita a l'oest amb Elsterwerda i Bad Liebenwerda, al nord amb l'amt Elsterland, al nord-est amb Finsterwalde, a l'est amb el districte d'Oberspreewald-Lausitz i al sud amb l'Amt Schradenland. La seu és a Plessa. El burgmestre és Manfred Drews.

## Subdivisions
L'Amt Plessa és format pels municipis:
1. Gorden-Staupitz
2. Hohenleipisch
3. Plessa
4. Schraden